# Scinax oreites
Scinax oreites är en groddjursart som beskrevs av William Edward Duellman och John J. Wiens 1993. Scinax oreites ingår i släktet Scinax och familjen lövgrodor. IUCN kategoriserar arten globalt som nära hotad. Inga underarter finns listade i Catalogue of Life.